# Ціціанов Іван Давидович
Князь Іван Давидович Ціціанов (груз. პავლე დიმიტრის ძე ციციშვილი; нар. 11 листопада 1865, Тифліс, Російська імперія — пом. 1936, Москва, СРСР) — російський військовий діяч, генерал-майор (1917). Герой Першої світової війни.

## Біографія
В 1889 році після здобуття загальної освіти в Тифліської гімназії, Іван Ціціанов вступив до Тифліського військового училища після закінчення якого в 1892 році одержав звання підпоручника і призначений до Самурського 83-го піхотного полку. В 1896 році одержав звання поручника, а в 1900-му — штабс-капітана. У 1904 році одержав звання капітана та призначений командиром роти.
У 1914 році перед переведенням на фронт Першої світової війни Іван Ціціанов одержав звання підполковника. Він був призначений командиром батальйону Самурського 83-го піхотного полку. 13 травня 1916 року одержав звання полковника. З 1917 року — командир 45-го Сибірського стрілецького полку 12-ї Сибірської стрілецької дивізії. 30 липня 1917 року одержав звання генерал-майора.
Найвищим наказом від 26 серпня 1916 ріка за хоробрість був нагороджений Орден Святого Георгія|орденом Святого Георгія] 4-го ступеня:
|  | За те, що в бою 29 вересня 1914 року, командуючи батальйоном, енергійним нальотом захопив укріплені поселення Вулька-Тижинська, незважаючи на вбивчий вогонь з кулеметів, поставлених німцями на дахах будинків. Захопленням села привернув на себе більшу частину сил противника і утримав зайняту позицію, незважаючи на запеклі атаки переважаючого числом ворога, чим полегшив удар на наші головні сили і тим забезпечив загальний успіх. Увечері того ж числа, виявивши наступ 3-х рот німців до греблі для захоплення батареї, що стояла поблизу, а далі і самих переправ на р. Вісла, негайно, з півтора ротами, кинувся бігом на дамби, попередивши німців і жорстоким рушничним вогнем з близької дистанції привів супротивника до втечі, врятувавши батарею від неминучої загибелі і забезпечивши від захоплення важливі переправи на р. Вісла. |

Наказом по 7-й армії за № 1888 від 21 листопада 1917 року за хоробрість нагороджений Золотою зброєю «За хоробрість».
Після Жовтневого перевороту проживав у Тбілісі, пізніше жив у Москві. Помер 1936 року в Москві.

## Нагороди
- Орден Святої Анни 3-го ступеня (ВП 1906)
- Орден Святого Станіслава 3-го ступеня (ВП 1909)
- Орден Святого Володимира 4-го ступеня з мечами та бантом (ВП 26.02.1915)
- Найвище благовоління (ВП 06.05.1916)
- Орден Святого Георгія 4-го ступеня (ВП 26.08.1916)
- Орден Святої Анни 2-го ступеня з мечами (ВП 19.11.1916)
- Георгіївська зброя (ВП 21.11.1917)